# Manuel Plasencia
Manuel Plasencia Mendoza (19 de abril de 1943, Santa Cruz de Tenerife, España), es un entrenador de fútbol español naturalizado venezolano. 
Comenzó su carrera en la década de 1970. En 1980, dirigió el equipo olímpico de Venezuela en los Juegos Olímpicos de Moscú. Luego fue entrenador de clubes venezolanos, incluidos Trujillanos, Carabobo, Monagas y Mineros de Guayana. Trabajó con el Caracas FC durante doce años. Desde el verano de 2011 hasta finales de 2012 dirigió el Deportivo Petare. En el verano de 2013 fue nombrado entrenador en jefe del club Estudiantes Mérida. Del 13 de febrero al 16 de julio de 2014 dirigió temporalmente el equipo de Venezuela. En julio de 2014 se dirigió a Aragua. 

## Equipos dirigidos
| Club / Selección      | País      | Año       |
| --------------------- | --------- | --------- |
| Selección sub-20      | Venezuela | 1976      |
| Selección nacional    | Venezuela | 1977-78   |
| Deportivo Italia      | Venezuela | 1979      |
| Selección sub-23      | Venezuela | 1980      |
| Selección nacional    | Venezuela | 1980      |
| Venezuela sub-20      | Venezuela | 1981      |
| Selección nacional    | Venezuela | 1981-82   |
| Venezuela sub-20      | Venezuela | 1983      |
| Caracas               | Venezuela | 1986      |
| Venezuela sub-20      | Venezuela | 1988      |
| Caracas               | Venezuela | 1989-1993 |
| Caracas               | Venezuela | 1994      |
| Caracas               | Venezuela | 1997-1998 |
| Trujillanos           | Venezuela | ¿?        |
| Carabobo              | Venezuela | ¿?        |
| Deportivo Táchira     | Venezuela | 2007      |
| Monagas               | Venezuela | 2008-2009 |
| Mineros de Guayana    | Venezuela | 2010      |
| Deportivo Petare      | Venezuela | 2011-12   |
| Estudiantes de Mérida | Venezuela | 2013-14   |
| Selección nacional    | Venezuela | 2014      |
| Aragua                | Venezuela | 2014      |
| Atlético Venezuela    | Venezuela | 2016      |